# 삼성 갤럭시 메가 5.8
삼성 갤럭시 메가 5.8 (Samsung GALAXY MEGA 5.8)은 삼성전자에서 제조/판매하는 안드로이드 패블릿 스마트폰이다.
2013년 4월 11일 삼성전자 공식블로그인 삼성투모로우를 통해 발표하여, 2013년 5월 28일에 표준 싱글심 3G 모델과 표준 듀얼심 3G 모델을 출시하였다.

## 색상
- 블랙 미스트
- 화이트 프로스트
- 플럼 퍼플

## 운영체제/소프트웨어

### 안드로이드 4.2 젤리빈
안드로이드 OS 4.2.2 젤리빈을 탑재하여 출시했다.

#### 특수 기능
- 드라마 샷 : 빠르게 움직이는 사물의 연속모션을 한 장의 사진으로 합성한다.

- 사운드 앤 샷 : 사진 촬영 당시의 소리를 사진과 함께 담아 저장한다.

- 스토리 앨범 : 촬영한 사진을 메모, 위치정보, 날씨 등 다양한 내용과 함께 담아 마음에 드는 디지털 앨범으로 만든다.

이렇게 꾸민 디지털 앨범을 온라인으로 주문하여 실물 앨범으로 배송하는 것도 가능하다.
- 스마트 일시정지 : 앞면 카메라를 통해 사용자가 동영상 시청 중 시선을 다른 곳으로 옮기는 것을 인식하면 동영상이 멈추고, 다시 화면을 보면 별도의 조작 없이 비디오가 멈춘 구간부터 다시 재생한다.

- 스마트 스크롤 : 인터넷, 이메일 또는 전자책을 볼 때 앞면 카메라를 통해 시선을 먼저 인식한 후 스마트폰의 기울기에 따라 화면을 위아래로 이동한다.

- 스마트 스테이 : 앞면 카메라를 통해 사용자의 눈동자와 얼굴을 인식하여 사용 중일 때에는 디스플레이가 꺼지지 않도록 유지한다.

- 어댑트 디스플레이: 센서를 활용하여 주변 조도에 따라 화면 밝기, 선명도 자동으로 조절한다.

- 어댑트 사운드 : 가청 범위를 측정하여 사용자에게 적합한 음성 출력을 제공한다.

- S 헬스 : 장착된 각종 센서와 별도로 판매하는 액세서리를 통해 걸음 수, 심박수 등의 정보를 통해 사용자의 건강 상태와 웰빙 정보를 확인한다.

- 그룹 플레이 : 와이파이 다이렉트 프로토콜을 사용하여 동일한 와이파이 환경에서 그룹 플레이에 참여한 단말기의 연결을 통해 하나의 동작을 공유한다.

- 셰어 뮤직 : 두대 이상의 셰어 뮤직을 지원하는 기기가 한 음악을 동시에 실행해 서라운드 사운드 스피커처럼 작동한다.

- S 빔

- S 트레버

- 워치온 : 적외선 통신을 이용하여 에어컨, TV, 셋톱박스, DVD 플레이어 등의 기기 제어한다.

- S 번역기 : 이메일, 문자, 챗온 메시지 등을 송수신 중 바로 번역해 텍스트나 음성으로 번역한다.

- S 보이스 : 기존의 S 보이스에서 강화했다.

자동차 안에서 블루투스로 기기에 연결하면 자동으로 운전 모드로 변환되어, 운전 중 통화, 메시지 전송, 메모, 음악 등을 음성만으로 조작한다.

## 같이 보기
- 삼성 갤럭시 메가 6.3